# 蜗牛事件
蜗牛事件是中华人民共和国在文化大革命时期发生的一宗政治闹剧，由从美国引进彩色电视机生产线而引起，导致中国彩电生产引进延后了至少五年。

## 背景
1970年代初，中美关系缓和，中国开始恢复从西方国家的技术交流和引进。1972年，中国国务院批准从国外引进一条彩色电视机生产线，决定由当时的第四机械工业部、对外贸易经济合作部、中央广播事业局和国家计委负责实施。公开的引进原由是「为了更逼真地反映领导同志的光辉形象」。
但是当时中国工业基础落后，生产彩色显像管的关键工艺 - 玻壳、荧光粉、荫罩、石墨乳和总装线都不具备，而当时美国无线电公司（RCA）则是同时拥有生产上述四项技术的显像管领先生产商。于是四机部所属中技公司向美国无线电公司询价，并邀请美商来北京开始谈判，谈判中美国无线电公司的报价从一亿三千万美金降到七千三百万。1973年11月23日，四机部派出12人前往美国进行实地考察，参观完美国无线电公司后又参观了生产玻壳技术的康宁公司。在中方考察组归国之际，康宁公司赠送给中方人员每人一份玻璃材質的海螺（sea snail）作為小礼品，正是这盒藝品在中国引发了极大争议。

## 经过
1974年2月，在批林批孔运动中，第四机械工业部一位青年干部许文彬写信给江青，反映考察组所受「蜗牛礼品」一事，并断言这是美方对中国的污蔑。江青接信后对美国人送蜗牛礼品一事大发雷霆，称这是美国在污蔑中国搞「爬行主义」，以此向美国驻京联络处抗议，并宣称拒绝引进彩电生产线。
此后四机部、连续召开了扩大会议和全四机部大会，对以赠送礼品为名而「侮辱中国人民」的行为进行谴责，强烈要求部领导不再从美方引进彩色电视显像管生产技术，要求通过外交途径将「蜗牛」退回，并批评部领导思想右倾。此后，水利电力部、邮电部也召开了声讨大会，「大字报」与谴责声不断。
外交部在周恩来的授意下调查认为，在英语中确有以蜗牛的速度来形容动作缓慢的习惯用法，然而蜗牛确系康宁公司生产的圣诞礼品，而且玻璃制品蜗牛或用巧克力制作的蜗牛，是美国人至爱的礼品之一。此外，康宁公司对中国考察组给予了热情友好的接待，未发现有任何不礼貌的言行。 1974年2月18日与19日，周恩来又两次指示外交部，对此礼品进一步调查研究后再作定夺。外交部最终建议是对「蜗牛礼品」，不必退回和交涉，这一观点也得到了毛泽东的同意。在此期间，周恩来还主持中央政治局会议，对「蜗牛事件」作了研究。会议决定，江青在四机部的讲话是错误的，不印发，不下达，已印发的立即收回。至此，这场风波才得以平息。

## 影响
江青希望将「蜗牛事件」作为一个突破口，把事情闹大，与批林批孔运动挂钩，以在周恩来的政治斗争中占得先机，却未能成功。但彩电显像管生产线的引进工作也搁置下来。1976年，四人帮倒台，文革结束，第四机械工业部、对外贸易经济合作部、中央广播事业局和国家计委重新打了一份引进彩电生产线的报告，经过一年多与日本方面的谈判，到1979年9月才最后与日方签定合同，采用日立的总装线、旭硝子的玻壳线、大日本涂料的莹光粉线、大日本网版的荫罩线。四条生产线约花了一亿六千多万美金。
根据官方史料，蜗牛事件使得中国人晚看了至少5年的彩色电视，并造成了七亿人民币的经济损失。并且连同一系列事件组成的“反击右倾翻案风”对中国经济发展产生恶劣影响。

## 扩展阅读
- 中国国家博物馆馆藏的美国康宁公司赠给中国代表团的玻璃蜗牛（图） （页面存档备份，存于）